# Riviera, Båstads kommun

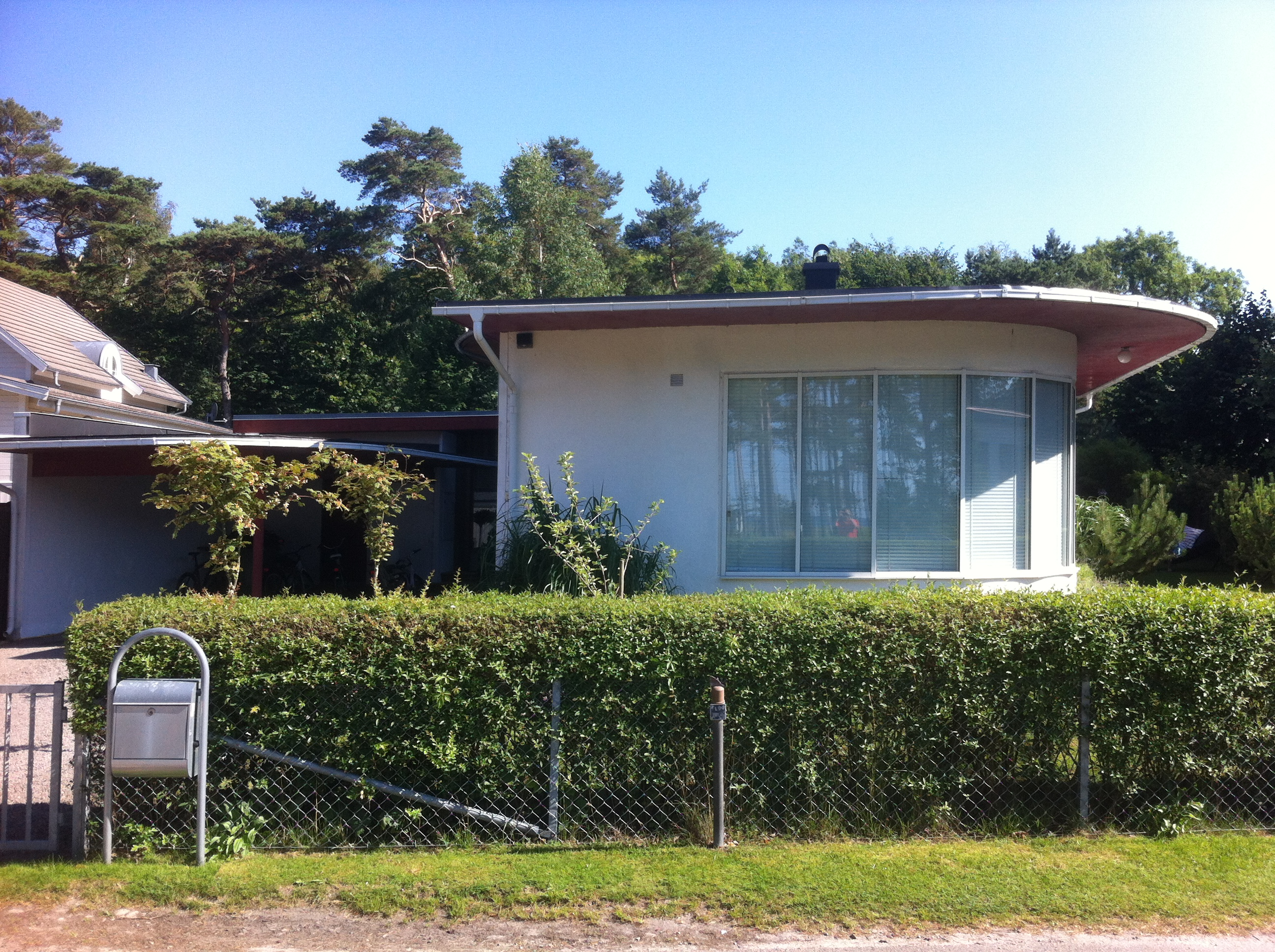
Det q-märkta funkishuset "Klitterhörn"

Riviera är en del av tätorten Båstad i Hemmeslövsområdet i Östra Karups distrikt (Östra Karups socken) i Halland. Nordost om Riviera ligger Hemmeslövsstrand och i sydväst Malen.
Rivieraområdet började bebyggas på 1930-talet runt det för tiden lyxiga hotellet vid den finkorniga sandstranden "Rivieran". Därav anses restaurangen vid Hotel Riviera ha ett särskilt bevarandevärde tillsammans med det q-märkta funkishuset "Klitterhörn" som tidigare varit kiosk.   

## Malens skog
Mellan Malen och Stensån ligger Malens skog. Den är ursprungligen en tallplantering från 1800-talet som gjordes för att binda sanden och området innehåller tydliga dynbildningar. Tallarna är något uppblandade med äldre björkar. Skogen genomkorsas av flera stigar och ett motionsspår. Malens skog utgör en ”Grön länk genom bebyggelse” i ett stråk över Stensån, Öresjön (i folkmun kallad "Kalkan", eftersom sjön utgörs av ett vattenfyllt kalkbrott) och Gropamöllan uppför sluttningen söderut som förenar Kungsbergets högar med gravfältet från bronsåldern vid stranden. Vid Malen och Stensåns utlopp finns ett mångskiftande område med höga natur- och rekreationsvärden. Längs ån växer mycket alm och ask samt en del lönn och al. Trädridån utmed ån har av skogsvårdsstyrelsen avgränsats som nyckelbiotop. Hela Stensån med biflöden har stort värde för stigande lax och öring. 

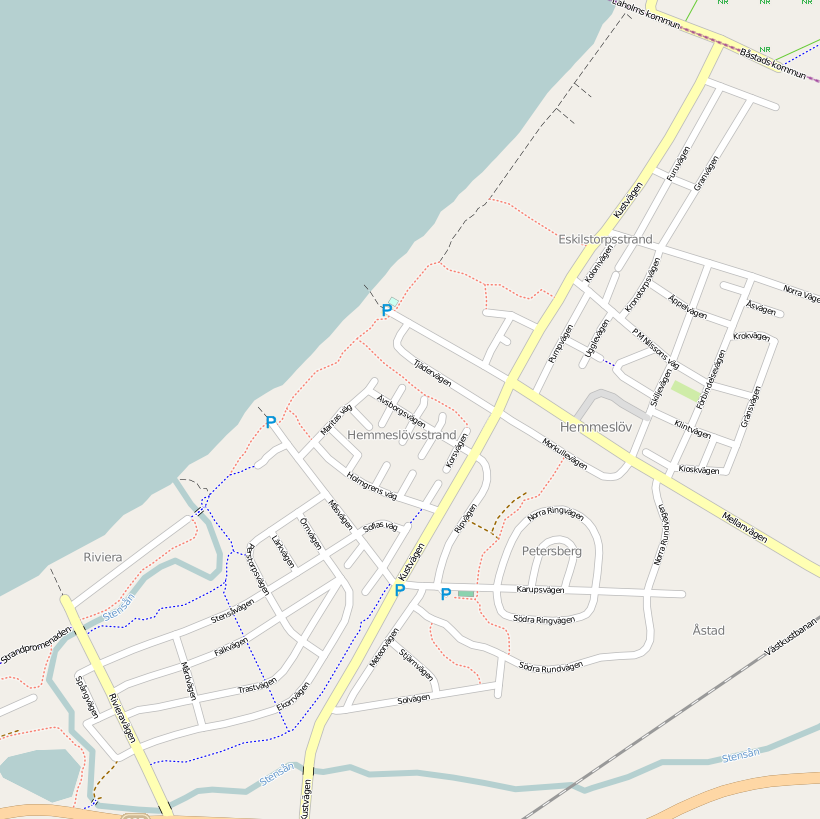
Rivieras läge i sydvästra delen av Hemmeslövsområdet